# Dominicaines filles du Saint Rosaire
Les Dominicaines filles du Saint Rosaire  sont une congrégation religieuse féminine enseignante de droit pontifical.

## Histoire
En 1896, Bartolo Longo écrit à Andreas Franz Frühwirth, maître de l'ordre des Prêcheurs, pour lui demander d'envoyer des religieuses pour gérer l'orphelinat qu'il a fondé près du sanctuaire de Notre Dame du Rosaire de Pompéi. Le Père Frühwirth se rend au monastère des dominicaines de Marino et obtient trois sœurs qui arrivent à Pompéi le 24 novembre 1896. La congrégation est agrégée à l'ordre des Prêcheurs le 22 août 1897et érigée en institut religieux de droit diocésain par le cardinal Camillo Mazzella le 25 août suivant. L'institut obtient le décret de louange le 2 juillet 1951.

## Activités et diffusion
Les dominicaines de Pompéi se consacrent à l'enseignement. Elles exercent diverses fonctions au sein du sanctuaire de Notre Dame du Rosaire de Pompéi : entretien du mobilier sacré, accueil des pèlerins et activités dans les bureaux administratifs.
Elles sont présentes en Italie, au Cameroun, en Inde, en Indonésie, et aux Philippines
La maison-mère est à Pompéi. 
En 2017, l'institut comptait 278 communautés religieuses et 28 communautés.